# پارک ملی دریاچه‌های پلیتویک

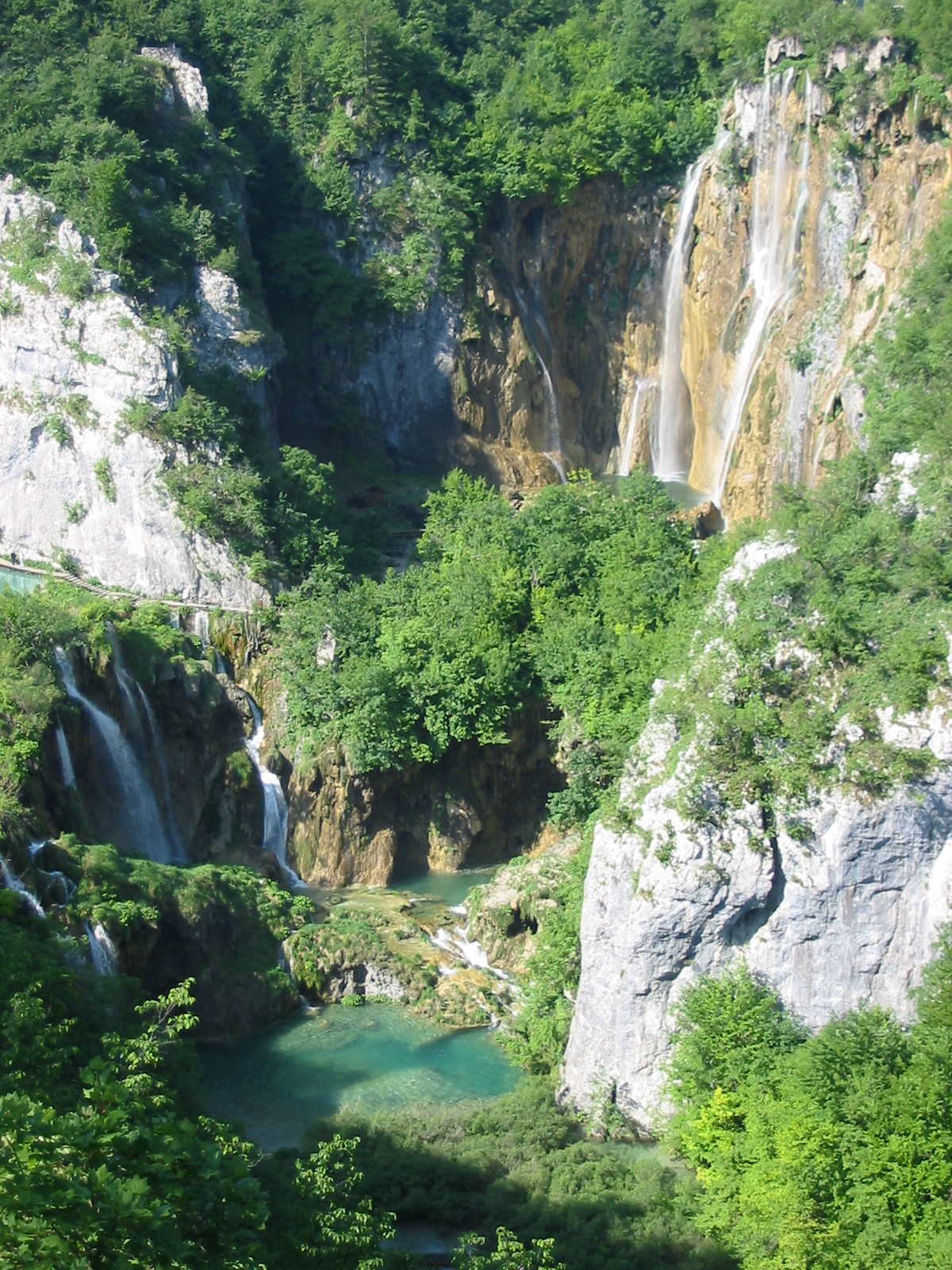
آبشار بزرگ پارک ملی

پارک ملی دریاچه‌های پلیتویک از شانزده دریاچه تشکیل شده‌است و یکی از مکان‌های توریستی قدیمی در کرواسی است. این دریاچه‌ها توسط سه کوهستان بزرگ محاصره شده‌اند و آب آن‌ها نیز از همین کوهستان‌ها تأمین می‌شود؛ بنابراین شما می‌توانید شاهد دریاچه‌های متفاوت از لحاظ رنگ و مواد معدنی باشید دریاچه‌هایی به رنگ سبز، آبی، خاکستری که با تغییر فصل نیز رنگ آن‌ها عوض می‌شود. دریاچه در سطح بالاتر و ۴ دریاچه در سطح پائین قرار گرفته‌اند که به وسیلهٔ آبشارها و رودخانه‌های زیبا به هم متصل می‌شوند و منظره ایی غیرقابل باور را به صورت طبیعی می‌سازند. این قسمت از کرواسی از قرن نوزدهم به جاذبه توریستی مورد استفاده قرار می‌گرفت و بعدها به دلایل سیاسی به عنوان مرز بوسنی هرزگوین در اختیار ارتش و سربازان بود. ولی بعدها توسط یونسکو این محل از ارتش پس گرفته و در لیست میراث جهانی یونسکو قرار گرفت. این دریاچه‌ها زیستگاه طبیعی گرگ‌ها و گوزن‌هایی است که برای رفع تشنگی به این دریاچه روی می‌آورند.